# Daqingfeltet
Daqingkomplekset er det største oliefeltet i Folkerepublikken Kina, og ligger mellem floderne  Songhua og Nunjiang i provinsen Heilongjiang i det nordøstlige Kina.
Det blev opdaget i 1959, og har  produceret over ti milliarder tønder (1,6 km³) olie siden 1960 (pr. 2004). Daqing indeholdt oprindelig 16 milliarder tønder (2,5 km³) eller 2,2 mia ton; de tilbageværende producerbare reserver udgør ca 3,6 mia tønder eller 500 mill ton. Nuværende produktion er på ca én mill tønder (160.000 m³) daglig, hvilket  gør det til det fjerde mest produktive oliefelt i verden. 
Daqing Oilfield Company Limited, med hovedkvarter i Daqing, er operatør på feltet. 